# Carlos Zárate Serna
Carlos Zárate Serna soprannominato "Cañas" (canne) (Città del Messico, 23 maggio 1951) è un ex pugile messicano.
Campione del mondo dei pesi gallo dal 1976 al 1979.

## Carriera
Professionista dal 1970. Vanta una striscia iniziale di 52 combattimenti tutti vinti, di cui ben 51 prima del limite, anche se i primi 30 combattuti tutti nel natìo Messico.
L'8 maggio 1976, al quarantesimo match, conquistò la cintura mondiale WBC dei pesi gallo mettendo KO al nono round il connazionale Rodolfo Martínez al Forum di Inglewood. Difese otto volte il titolo mondiale vincendo sempre prima del limite e andando a combattere due volte oltre oceano. Nel 1977 fu eletto Fighter of the year (pugile dell'anno) dalla rivista statunitense Ring Magazine.
Nel 1978 subì la sua prima sconfitta, dal portoricano Wilfredo Gómez (KOT al quinto round), nel tentativo di conquistare il titolo mondiale della superiore categoria dei supergallo. Rientrato nei pesi gallo difese vittoriosamente altre due volte prima del limite il proprio titolo mondiale, in terra statunitense.
Il 3 giugno 1979, al Caesar's Palace di Las Vegas perse ai punti il titolo mondiale dai pugni del connazionale Lupe Pintor con verdetto contrastato. Un giudice, infatti, lo aveva visto vittorioso, anche se per un solo punto.
Seguirono altri due sfortunati tentativi di conquistare il titolo dei supergallo. Il 16 ottobre 1987, a Sydney, fu sconfitto per una discutibile decisione tecnica in favore del detentore australiano Jeff Fenech tra il quarto e il quinto round. La seconda volta, per la cintura vacante, dovette arrendersi al connazionale Daniel Zaragoza per knock-out tecnico a Inglewood, il 29 febbraio 1988. Fu il suo ultimo incontro.
La International Boxing Hall of Fame lo ha riconosciuto tra i più grandi pugili di ogni tempo. La rivista Ring Magazine lo ha classificato al 21º posto in un proprio elenco dei primi 100 picchiatori di ogni epoca. Nel 1994 la medesima rivista lo ha individuato come il miglior peso gallo della storia del pugilato e, nel 2002, lo ha collocato al 76º posto in quella degli 80 migliori pugili degli ultimi 80 anni.